# Andromeda (mytologi)
 For alternative betydninger, se Andromeda. (Se også artikler, som begynder med Andromeda)
Andromeda ((græsk): Ανδρομέδα) er i græsk mytologi en kvinde, der er datter af Cepheus (kongen af Ethiopien) og Cassiopeia.
Andromedas mor havde pralet med, at hun var smukkere end Nereus' døtre (havfruerne). Dette nedkaldte Poseidons vrede, der ifølge Apollo-oraklet kun kunne formildes, hvis faderen, Kefeus, ofrede sin datter. Andromeda blev derfor lænket ved kysten for at blive ofret til havuhyret Cetus, men Perseus kom og reddede hende.
I nogle versioner (bl.a. Ovids Metamorphoser) blev Andromeda herefter gift med Perseus.
Efter sin død blev hun anbragt på stjernehimmelen sammen med Perseus, Kassiopeia, Cepheus og Cetus.
- Wikimedia Commons har flere filer relateret til Andromeda (mytologi)